# 白南淳
白南淳（1929年3月13日—2007年1月2日），又作“白南舜”、“白南准”、“白南俊”。曾任朝鮮外務相。
白南淳生於朝鮮北部咸鏡北道吉州郡，在京畿道水原市成長。後來朝鲜戰争爆發，白南淳到了朝鲜，並於金日成綜合大學畢業。他曾任朝鮮勞動黨指導員、科長、國際部副部長、祖國和平統一委員會書記局局長、南北高層會談政治專業委員會朝方委員長、祖國統一民主主義戰線書記局局長、朝鮮對外文化聯絡委員會副委員長、外文出版社社長、朝鮮駐波蘭、伊拉克大使等職。
白南淳擔任外務相期間，積極開拓朝鮮與東南亞、西歐國家的外交關係，使朝鮮以東歐國家為中心的外交局面得以拓寛。他也是一名南朝鲜通，曾經多次於1990年代出席朝鮮和韓國政府之間的會談。
據說，他是朝鮮最高領導人金正日的心腹，可以跟他單獨對坐，金正日也曾出席白南淳長子白樂天的婚禮。白南淳於2007年1月2日逝世，金正日翌日向白南淳的靈堂致送了花圈。

### 引用
1. 1 2   [白南淳北韓外務相死亡，繼任者可能是姜植株、金永日、崔壽憲、宮石雄等]. 2007-01-03  [2010-06-08]. （原始内容存档于2016-11-14） （韩语）.